# Differenze di Gaussiane
In computer vision, la differenza di Gaussiane (in sigla: DOG) è un algoritmo di miglioramento delle caratteristiche (feature) che coinvolge la sottrazione di una versione sfocata dell'immagine origine da un'altra, meno sfocata rispetto all'originale.
Nel caso semplice di immagini in scala di grigi, le immagini sfocate sono ottenute dalla convoluzione le immagini in scala di grigi originali con kernel gaussiani che hanno diverse deviazioni standard.
Sfocare un'immagine usando un kernel gaussiano cancella solamente le informazioni ad alta frequenza spaziale.
Sottraendo un'immagine dall'altra preserva l'informazione spaziale che giace tra l'intervallo di frequenze che sono preservate nelle due immagini sfocate.
Così, la differenza di gaussiane è un Filtro passa banda che scarta tutti eccetto una manciata di frequenze spaziali che sono presenti nella scala di grigi originale.

## Matematica della differenze di gaussiane

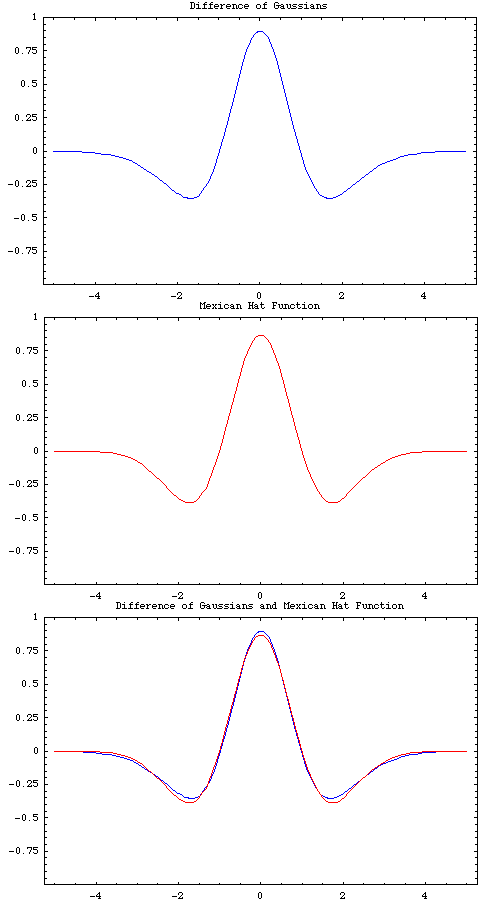
DOG con il wavelet cappello messicano